# Aldo Costa
Aldo Costa (Parma, 5 de junho de 1961) é um engenheiro italiano que atualmente é o diretor técnico da Dallara. Anteriormente, ele trabalhou nas equipes de Fórmula 1 da Minardi, Ferrari e Mercedes.

## Carreira
É graduado em Engenharia Mecânica pela Universidade de Bologna.
Aldo Costa começou a trabalhar na Abarth, parte do Grupo Fiat, em 1987. Em 1988, depois de alguns meses, Costa iniciou sua carreira na Fórmula 1 como projetista chefe da Minardi, seu trabalho era focado na suspensão, com Nigel Cowperthwaite cuidando da aerodinâmica. Ele se tornou diretor técnico em 1989, substituindo Giacomo Caliri. Costa foi contratado pela Scuderia Ferrari em 1995, e tornou-se assistente do projetista chefe Rory Byrne em 1998. Quando Byrne anunciou sua intenção de se aposentar em 2004, Costa foi nomeado como seu sucessor. Byrne creditou o design do carro de 2005 (F2005) a Costa.
Antes do início da temporada de 2006, Aldo foi promovido a chefe de design e desenvolvimento da Ferrari, e Nicholas Tombazis foi anunciado como novo projetista chefe da equipe italiana. Em 12 de novembro de 2007, a Ferrari anunciou que Costa assumiria o papel de diretor técnico. Em maio de 2011, a Ferrari anunciou que Costa havia abandonado sua posição como diretor técnico para assumir novas responsabilidades dentro da empresa. Pat Fry assumiu o papel de projetista na Scuderia Ferrari.
Em 20 de julho de 2011, foi anunciado que Costa deixaria a Ferrari por mútuo acordo. Em 30 de setembro de 2011, surgiram notícias de que ele se uniria à Mercedes como diretor de engenharia da equipe. Costa liderou o projeto do carro de 2013, Mercedes F1 W04 sob o comando do diretor técnico Bob Bell. Sua contratação veio numa reformulação daquela equipe, que também contratou o engenheiro Geoff Willis. Ambos já haviam trabalhado com Ross Brawn.
Em julho de 2018, foi anunciado que Aldo Costa deixaria seu cargo de engenharia na Mercedes no final da temporada daquele ano e se tornaria consultor técnico. Ele citou a necessidade de passar mais tempo em sua terra natal, a Itália. Para sua mudança ao posto de consultor, foi divulgado que o projetista chefe John Owen seria promovido a líder do grupo técnico e que ele reportaria ao diretor técnico, James Allison. Costa começou sua nova função como consultor técnico da equipe alemã em 2019.
No início de setembro de 2019, a Mercedes anunciou que Costa iria deixar o cargo de consultor técnico da equipe, ainda em setembro, para se juntar à Dallara em 2020, como seu diretor técnico.